# Твен-Гарт (Каліфорнія)
Твен-Гарт (англ. Twain Harte) — переписна місцевість (CDP) в США, в окрузі Туолемі штату Каліфорнія. Населення — 2378 осіб (2020).

## Географія
Твен-Гарт розташований за координатами 38°2′13″ пн. ш. 120°14′2″ зх. д. / 38.03694° пн. ш. 120.23389° зх. д. (38.036943, -120.233918).  За даними Бюро перепису населення США в 2010 році переписна місцевість мала площу 9,63 км², з яких 9,58 км² — суходіл та 0,05 км² — водойми.

### Клімат
| Клімат : Твен-Гарт           | Клімат : Твен-Гарт | Клімат : Твен-Гарт | Клімат : Твен-Гарт | Клімат : Твен-Гарт | Клімат : Твен-Гарт | Клімат : Твен-Гарт | Клімат : Твен-Гарт | Клімат : Твен-Гарт | Клімат : Твен-Гарт | Клімат : Твен-Гарт | Клімат : Твен-Гарт | Клімат : Твен-Гарт | Клімат : Твен-Гарт |
| Показник                     | Січ.               | Лют.               | Бер.               | Квіт.              | Трав.              | Черв.              | Лип.               | Серп.              | Вер.               | Жовт.              | Лист.              | Груд.              | Рік                |
| Абсолютний максимум, °C      | 22,2               | 25,6               | 28,3               | 31,1               | 35,0               | 37,2               | 39,4               | 40,0               | 37,8               | 33,9               | 28,3               | 20,6               | 40,0               |
| Середній максимум, °C        | 8,3                | 10,6               | 13,3               | 16,1               | 20,6               | 25,0               | 29,4               | 28,9               | 26,1               | 20,6               | 12,8               | 7,8                | 18,3               |
| Середній мінімум, °C         | −0,6               | −0,6               | 1,1                | 3,3                | 7,2                | 10,6               | 13,9               | 13,3               | 11,1               | 6,1                | 1,7                | −1,1               | 5,5                |
| Абсолютний мінімум, °C       | −18,3              | −17,2              | −11,7              | −8,9               | −3,9               | −0,6               | 5,0                | −0,6               | 0,0                | −5                 | −12,2              | −16,7              | −18,3              |
| Норма опадів, мм             | 160                | 155                | 141                | 84                 | 54                 | 18                 | 7                  | 4                  | 20                 | 61                 | 112                | 147                | 963                |
| ---------------------------- | ------------------ | ------------------ | ------------------ | ------------------ | ------------------ | ------------------ | ------------------ | ------------------ | ------------------ | ------------------ | ------------------ | ------------------ | ------------------ |
| Джерело: The Weather Channel |                    |                    |                    |                    |                    |                    |                    |                    |                    |                    |                    |                    |                    |

## Демографія
Згідно з переписом 2010 року, у переписній місцевості мешкало 2226 осіб у 1014 домогосподарствах у складі 677 родин. Густота населення становила 231 особа/км².  Було 2148 помешкань (223/км²).
Расовий склад населення:
| - 91,0 % — білих - 1,5 % — корінних американців - 1,4 % — азіатів - 0,2 % — вихідців з тихоокеанських островів - 0,2 % — чорних або афроамериканців - 2,1 % — осіб інших рас |

До двох чи більше рас належало 3,6 %. Частка іспаномовних становила 7,7 % від усіх жителів.
За віковим діапазоном населення розподілялося таким чином: 15,9 % — особи молодші 18 років, 58,3 % — особи у віці 18—64 років, 25,8 % — особи у віці 65 років та старші. Медіана віку мешканця становила 52,0 року. На 100 осіб жіночої статі у переписній місцевості припадало 105,9 чоловіків;  на 100 жінок у віці від 18 років та старших — 103,8 чоловіків також старших 18 років.
Середній дохід на одне домашнє господарство  становив 65 225 доларів США (медіана — 45 642), а середній дохід на одну сім'ю — 85 408 доларів (медіана — 71 728). За межею бідності перебувало 9,1 % осіб, у тому числі 0,0 % дітей у віці до 18 років та 7,7 % осіб у віці 65 років та старших.
Цивільне працевлаштоване населення становило 1033 особи. Основні галузі зайнятості: освіта, охорона здоров'я та соціальна допомога — 42,7 %, мистецтво, розваги та відпочинок — 23,9 %, науковці, спеціалісти, менеджери — 14,6 %, роздрібна торгівля — 8,7 %.